# Jan Truskowski
Jan Truskowski (ur. 26 marca 1895 w Szawlach, zm. 1940 w Kalininie) – podkomisarz Policji Państwowej, jedna z ofiar zbrodni katyńskiej.

## Życiorys
Syn Stanisława i Anny z Kozłowskich. Od 15 maja 1919 roku do 30 czerwca 1923 roku w Wojsku Polskim, uczestnik wojny polsko-bolszewickiej, porucznik piechoty rezerwy. Od 1 lipca 1924 roku w policji. Służył m.in. na stanowisku Komendanta Powiatowego Policji w Kosowie Poleskim, później w województwie kieleckim. We wrześniu 1939 roku kierownik komisariatu w Będzinie.
Po agresji ZSRR na Polskę w 1939 roku znalazł się w niewoli radzieckiej w specjalnym obozie NKWD w Ostaszkowie. Zamordowany przez NKWD w Kalininie (obecny Twer) wiosną 1940 roku jako jedna z ofiar zbrodni katyńskiej. Pochowany w Miednoje.

## Awans pośmiertny
4 października 2007 roku Jan Truskowski został pośmiertnie awansowany na stopień komisarza Policji Państwowej.

## Odznaczenia
- Krzyż Walecznych – dwukrotnie (po raz pierwszy w 1921)[4]
- Medal Niepodległości
- Medal Pamiątkowy za Wojnę 1918–1921
- Medal Dziesięciolecia Odzyskanej Niepodległości
- Brązowy Medal za Długoletnią Służbę